# Jenny Tonge
Jennifer Louise Tonge, baronne Tonge ( née Smith ; le 19 février 1941) est une femme politique au Royaume-Uni. Elle est députée libéral démocrate pour Richmond Park à Londres de 1997 à 2005. En juin 2005, elle est faite pair à vie avec le titre de baronne Tonge, de Kew dans le Borough londonien de Richmond upon Thames et siège à la Chambre des lords.

## Biographie
Née à Walsall, dans le Staffordshire, ses parents sont tous deux instituteurs. Elle fréquente le Dudley Girls High School de 1951 à 1959. Elle suit une formation de médecin à l'University College Hospital, obtenant un MB et un BS en 1964.
Elle est également MFFP (Membre de la Faculté de Planification Familiale et de Santé Reproductive du RCOG). De 1968 à 1978, elle travaille en médecine générale et en planification familiale. De 1980 à 1985, elle est médecin-chef principal des services aux femmes à Ealing. Elle est gestionnaire des services de santé communautaire à Ealing de 1992 à 1996.
Tonge est conseiller dans l'arrondissement londonien de Richmond upon Thames de 1981 à 1990 et présidente du comité des services sociaux. Elle se présente comme candidate libérale démocrate pour la circonscription de Richmond et Barnes aux élections générales de 1992 mais n'est pas élue.

## Carrière parlementaire
Tonge est élue au Parlement, pour Richmond Park de 1997 à 2005. À la Chambre des communes, elle est porte-parole des libéraux démocrates sur le développement international de 1997 à 2003, puis porte-parole du parti pour les enfants de 2003 à 2004.
Critique d'Israël et exprimant son soutien à la cause palestinienne, elle est accusée d'antisémitisme et suspendue du groupe libéral-démocrate des Lords en 2012, puis du parti lui-même en octobre 2016. Elle siège en tant qu'indépendante chez les Lords de 2012 jusqu'à sa retraite en 2021.

## Vie privée
Tonge rencontre son futur mari, le Dr Keith Tonge, en 1959, à l'université. Le couple se marie le 23 mai 1964 à Tipton. Il est neuroradiologue consultant, anciennement à l'hôpital St Thomas de Lambeth. Ils ont deux enfants et sept petits-enfants. Keith Tonge est décédé le 5 juillet 2013. La fille de Tonge est décédée par électrocution accidentelle en 2004.